# LaLaurie Mansion
LaLaurie Mansion è una casa al numero 409 di Royal Street a New Orleans, che divenne nota in seguito come Villa Blanque. È stata la dimora di Marie Delphine LaLaurie.

## Storia
Nel 1832, Marie Delphine LaLaurie fece costruire un palazzo di tre piani completo di alloggi per gli schiavi, dove visse con il marito e due delle sue figlie, e mantenne una posizione centrale nei circoli sociali di New Orleans.
Il 10 aprile 1834 nell'edificio scoppiò un incendio. I soccorritori intervenuti trovarono nella cucina una donna di 70 anni incatenata alla stufa, che successivamente confessò di aver appiccato il fuoco lei stessa per evitare di essere portata nell'attico, perché nessuno degli schiavi che vi era stato mandato era più tornato. Qui, secondo i resoconti, la polizia trovò una "camera delle torture", con schiavi imprigionati da mesi, orribilmente mutilati.
Quando la notizia si diffuse, una folla attaccò la residenza LaLaurie e, secondo i resoconti, demolì e distrusse tutto quello su cui poteva mettere le mani.

## Riferimenti nella cultura di massa
Nel 2013 la storica dimora fu utilizzata nella serie televisiva statunitense American Horror Story: Coven.